# Movileni, Iași
Movileni este satul de reședință al comunei cu același nume din județul Iași, Moldova, România.
Este probabil locul bătăliei de la Mohile (1455) când Petru Aron l-a învins pe Alexăndrel.